# Maria do Céu Antunes
Pour les articles homonymes, voir Antunes.
Maria do Céu de Oliveira Antunes (connue jusqu'en 2020 sous le nom de Maria do Céu Albuquerque ; née le 10 juillet 1970) est une femme politique portugaise membre du Parti socialiste (PS). Elle est ministre de l'Agriculture entre 2019 et 2024.

## Biographie
Elle est titulaire d'un diplôme en biochimie de la Faculté des Sciences et Technologies de l'Université de Coimbra et d'un diplôme de troisième cycle en gestion de la qualité et sécurité alimentaire de l'Instituto Superior de Ciências da Saúde Egas Moniz. En janvier 2022, elle est élue à l'Assemblée de la République sur la liste du Parti socialiste (PS) victorieux, en tant que représentante de Santarém, et est reconduite au poste de ministre de l'Agriculture et de l'Alimentation,.
Avant cela, elle a été secrétaire d'État au Développement régional dans le XXIe gouvernement constitutionnel du 18 février au 26 octobre 2019 ainsi que maire d'Abrantes pendant 9 ans.